# Рішар Дембо
Ріша́р Дембо́ (фр. Richard Dembo; нар. 24 травня 1948, Париж, Франція — † 11 листопада 2004, Париж, Франція) — французький кінорежисер та сценарист. За час своє кар'єри за власними сценаріями поставив всього три повнометражні стрічки.

## Життєпис
Рішар Дембо народився 24 травня 1948 року у Парижі в єврейській сім'ї вихідців зі Східної Європи. Після отримання у 1964 році ступеня бакалавра з філософії Рішар Дембо працював асистентом у режисерів Жана Шмідта, Андре Тешіне та П'єра Превера.
Світове визнання Рішару Дембо принесла дебютна повнометражна режисерська робота «Діагональ слона». Фільм отримав Премію Оскар 1985 року у категорії за найкращий фільм іноземною мовою, премію Сезар за найкращий дебютний фільм та Приз Луї Деллюка.
У 1993 році Рішар Дембо поставив свій другий фільм «Інстинкт ангела». В цій історії про долі військових льотчиків під час Першої світової війни головні ролі виконали Ламбер Вільсон, Франсуа Клюзе та Жан-Луї Трентіньян.
Третій, останній, фільм Рішара Дембо «Будинок Ніни» з Аньєс Жауї у головній ролі вийшов на екрани у 2005 році, уже після смерті режисера 11 листопада 2004 року у Парижі.
Похований Рішар Дембо в Ізраїлі.

## Фільмографія
| Рік  | Українська назва       | Оригінальна назва       | Примітки              |
| ---- | ---------------------- | ----------------------- | --------------------- |
| 1984 | Діагональ слона        | La diagonale du fou     | режисер, сценарист    |
| 1993 | Інстинкт ангела        | L'instinct de l'ange    | режисер, сценарист    |
| 1997 | Нагорода доктора Шутца | Les palmes de M. Schutz | сценарист (адаптація) |
| 2005 | Будинок Ніни           | La maison de Nina       | режисер, сценарист    |

## Визнання
| Нагороди та номінації Рішара Дембо      | Нагороди та номінації Рішара Дембо | Нагороди та номінації Рішара Дембо | Нагороди та номінації Рішара Дембо |
| Рік                                     | Категорія                          | Фільм                              | Результат                          |
| --------------------------------------- | ---------------------------------- | ---------------------------------- | ---------------------------------- |
| Приз Луї Деллюка                        |                                    |                                    |                                    |
| 1984                                    | Найкращий фільм                    | Діагональ слона                    | Перемога                           |
| Приз Національної кіноакадемії, Франція |                                    |                                    |                                    |
| 1984                                    | Найкращий фільм                    | Діагональ слона                    | Перемога                           |
| Премія Сезар                            |                                    |                                    |                                    |
| 1985                                    | Найкращий дебютний фільм           | Діагональ слона                    | Перемога                           |
| Єрусалимський міжнародний кінофестиваль |                                    |                                    |                                    |
| 2006                                    | Похвальний відгук                  | Будинок Ніни                       | Номінація                          |

## Книги
- L'Instinct de l'ange, Verdier, 1992 ISBN 2-86432-160-2
- Le Jardin vu du Ciel, Verdier, 2005 ISBN 2-86432-436-9